# Sofía Ruiz del Árbol
Sofía Ruiz del Árbol Moro (España, siglo XX) es una diplomática española. Es la embajadora de España en Eslovaquia (desde 2025).

## Carrera diplomática
Sofía nació en España. 
Ha estado destinada en las Embajadas de España en: Managua (Nicaragua, 2005-2008), y República Dominicana (Santo Domingo, 2011-2014). Ha sido cónsul general de España en Guayaquil (Ecuador, 2008-2011) y cónsul adjunta de España en Israel (Jerusalén, 2018- 2021) y en Estados Unidos (Miami, 2021-2025).
En el Ministerio de Asuntos Exteriores, Unión Europea y Cooperación - MAEUEC (Madrid) ha sido oficial mayor (2015-2018).